# 흑군 (헝가리)
흑군(헝가리어: Fekete sereg 페케테 셰레그[ˈfɛkɛtɛ ˈʃɛrɛɡ][*])는 헝가리 왕국의 국왕 후녀디 마차시의 군대를 말한다. 상비용병대로서 1440년대 초반 마차시의 부친 후녀디 야노시의 군대가 그 전신이며 또한 중핵이었다. 그 활동 기간은 전통적으로 1458년에서 1494년으로 잡힌다.
당대의 용병들은 위기 상황에서 일반 대중 가운데 모집되었고, 용병 병사들은 병사면서 또한 농민, 제빵사, 벽돌공 등이기도 했다. 반면 흑군의 혁신적이었던 점은 순전히 전쟁에만 종사하며 헝가리 국왕에게 상시 복무하며 급료를 받는 상비군이었다는 데 있다. 이 군대의 힘으로 마차시는 오스트리아의 대부분과 보헤미아의 절반 이상을 정복했으며, 1479년 케네르메죄 전투에서 오스만 제국에게 승리했다.
마차시는 일찍이부터 화기의 중요성을 인식했고 이것이 그의 승리에 크게 기여했다고 평가된다. 흑군 병사 중 4분의 1이 아르케부스를 소유했다. 총병 비율이 이 정도로 높은 것은 당대 군대로서 특이한 일인데, 그나마도 중세 화약의 비싼 단가로 인해 총병 비율을 더 이상 높이지 못한 것이다.  흑군이 해산되고 나서 수십년 뒤인 16세기에도 서유럽 군대에서 총병 비율은 10% 안팎이었다는 점에서 흑군의 특이성이 시사된다.  주력부대는 보병, 포병, 경기병, 중기병으로 이루어져 있었다. 중기병이 보병과 포병을 보호하는 동안 나머지 병과가 적에게 산발적이고 기습적인 공격을 퍼붓는 것이 주 전법이었다.
처음 창설되었을 당시 흑군의 중핵은 6,000-8,000 명의 용병이었다. 1480년대에 그 병력은 1만 5,000 명에서 2만 명 정도였는데, 1485년 빈 열병식 때는 기병 2만 명, 보병 8,000 명 해서 2만 8,000명까지 도달한다. 병사들의 출신은 체코인, 독일인, 세르브인, 폴인 등으로 시작되었고, 마자르인은 1480년부터 들어왔다. 당시 유럽에 전문상비군이라고는 헝가리 흑군을 제외하면 프랑스 왕국의 루이 11세의 군대 뿐이었는데, 흑군은 루이 11세의 군대보다도 훨씬 컸던 것이다.
후녀디 마차시의 죽음이 곧 흑군의 끝이었다. 헝가리 의회는 세금을 70-80% 감세했고, 새로 왕으로 선출된 울라슬로 2세는 상비군 유지 비용을 감당할 수 없게 되었다. 흑군이 해산된 뒤 헝가리 유력자들은 국가행정체계와 관료제 또한 형해화시켰다. 국경경비군과 성관주둔군에 급료가 지급되지 않으면서 국방은 허물어졌고, 국방예산을 위해 증세하려는 시도들은 좌절되었다.

## 같이 보기
- 후스 전쟁
- 바겐부르크